# Registro (banco de dados)
No contexto de um banco de dados relacional, um registro - também chamado de linha (do inglês row) - representa um único item implícito de dados estruturados em uma tabela. Em termos simples, uma tabela de banco de dados pode ser imaginada como consistindo de linhas e colunas ou campos. Cada linha em uma tabela representa um conjunto de dados relacionados e toda linha na tabela possui a mesma estrutura.
Por exemplo, em uma tabela que representa companhias, cada linha representaria uma única companhia. Colunas poderiam representar coisas como o nome da companhia, endereço da companhia, se a companhia é de capital aberto, seu número IVA, etc. Em uma tabela que representa a associação de empregados com departamentos, cada linha associaria um empregado com um departamento.
Em uma utilização menos formal, por exemplo, para um banco de dados que não é formalmente relacional, um registro é equivalente a uma linha como descrita acima, mas não é usualmente referenciada como uma linha.
A estrutura implícita de uma linha, e o significado dos valores dos dados em uma linha, necessita que a linha seja compreendida como proporcionando uma sucessão de valores de dados, um em cada coluna da tabela. A linha é então interpretada como um relvar composto de um conjunto de tuplas, com cada tupla consistindo de dois itens: o nome da coluna relevante e o valor que esta linha fornece para aquela coluna.
Cada coluna espera um valor de dado de um tipo particular. Por exemplo, uma coluna pode necessitar de um único identificador, outra pode necessitar de texto que represente um nome de pessoa, outra pode necessitar que um inteiro represente o pagamento por hora em centavos.
| -                  | Coluna 1                 | Coluna 2          |
| ------------------ | ------------------------ | ----------------- |
| Linha (Registro) 1 | Linha 1, Coluna (Campo)1 | Linha 1, Coluna 2 |
| Linha 2            | Linha 2, Coluna 1        | Linha 2, Coluna 2 |
| Linha 3            | Linha 3, Coluna 1        | Linha 3, Coluna 2 |